# Karl Quarck
Karl Quarck (* 8. August 1869 in Rudolstadt; † 23. Dezember 1949 in Dresden) war ein deutscher Landschaftsmaler.

## Werdegang
Quarck wurde als jüngstes von acht Kindern von Henriette Köhler (1835–1913) und Ferdinand Quarck (1830–1880) geboren. Nach dem Tode seines Vaters erhielt er als Vormund seinen neun Jahre älteren Bruder Max Quarck. Nach einer Lehre als Dekorationsmaler studierte Karl Quarck an der Kunstgewerbeschule in Leipzig. Er wurde zum Militärdienst nach Dresden berufen.
Von 1894 bis 1899 studierte Quarck an der Königlichen Kunstakademie Dresden, wo er Meisterschüler von Friedrich Preller dem Jüngeren wurde. Seinem Meister verdankte er den ersten Auftrag auf ein Wandgemälde für die Villa Wolfrum in Aussig, Na schodech 1601/10. Aus dieser Verbindung zu Carl Friedrich Wolfrum ergab sich eine langjährige Freundschaft, sodass Karl Quarck viele Wochen im Jahr dort zu Gast war. Danach beschäftigte er sich hauptsächlich mit der Landschaftsmalerei.
Karl Quarck war zeitweise Vorsitzender des Deutschen Künstlerverbandes Dresden und galt bereits vor 1933 als „extrem nationalsozialistisch gesinnt“.
Quarck ist begraben auf dem Dresdner Heidefriedhof.